# Station Barneveld Noord
Station Barneveld Noord is een station aan de Kippenlijn (Amersfoort Centraal - Ede-Wageningen).
Het station ligt in Harselaar (380 inwoners), bij het bedrijventerrein Harselaar en direct aan de noordrand van Barneveld. Het station heeft als adres Heideparkweg 20.

## Geschiedenis
De halte werd geopend in 1938 aan de in 1937 in gebruik genomen verbindingsboog tussen de spoorlijnen Amersfoort – Apeldoorn (Oosterspoorweg) en Nijkerk – Ede (Kippenlijn) onder de naam Barneveld-Voorthuizen. Het werd geopend ter vervanging van twee andere haltes: de stopplaats Barneveld Kruispunt aan het opgeheven deel van de Kippenlijn en het gelijknamige station Barneveld-Voorthuizen aan de Oosterspoorweg. Op 31 mei 1981 werd de naam gewijzigd in Barneveld Noord.
In april 2006 is bij het station een transferium geopend. Op 10 december dat jaar nam Connexxion de treindienst over van de NS. De frequentie werd verhoogd en de lijn werd omgedoopt tot Valleilijn.
Barneveld Noord kreeg in 2013 een stationsgebouw van zwarte zeecontainers.

## Treinen
Het station wordt bediend door de volgende treinseries:
| Serie       | Treinsoort        | Route                                                                      | Bijzonderheden                   |
| ----------- | ----------------- | -------------------------------------------------------------------------- | -------------------------------- |
| 31300 RS 34 | Sprinter (Keolis) | Amersfoort Centraal – Barneveld Noord – Barneveld Centrum – Ede-Wageningen | Onderdeel van de formule RRReis. |
| 31400 RS 34 | Sprinter (Keolis) | Amersfoort Centraal – Barneveld Noord – Barneveld Centrum – Barneveld Zuid | Onderdeel van de formule RRReis. |

Het station ligt naast de spoorlijn Amersfoort - Apeldoorn. De treinen op dat traject komen vlak langs Barneveld Noord, de reizigers kunnen het station zien liggen, maar de treinen kunnen er niet stoppen. Reizigers van Apeldoorn naar Barneveld Noord v.v. moeten omreizen via Amersfoort, een omweg van 32 km, en die omweg moet ook betaald worden - zonder halte is er geen sprake van een financieel gunstig antennetraject. Het ligt voor deze reizigers meer voor de hand een bus te nemen. Voor de spoorwegen is het echter praktisch dat er geen tussenstations zijn op het traject Amersfoort - Apeldoorn (alle overige haltes langs dit traject zijn opgeheven) zodat daar geen sprinters hoeven te rijden.

## Bussen
Bij station Barneveld Noord stopt buslijn 114 (Barneveld - Voorthuizen - Putten - Ermelo - Harderwijk). Deze lijn wordt gereden door EBS onder de naam RRReis. 

## Toekomstplannen
Verkeersgedeputeerde Marijke van Haaren van de provincie Gelderland gaf tijdens de opening van de Valleilijn op 9 december 2006 tegenover de Barneveldse Krant aan dat een perron langs de lijn Amersfoort-Apeldoorn een reële optie is. Uiterlijk in 2015 zou alles rond moeten zijn om station Barneveld Noord met zo'n perron uit te breiden.
In 2009 hebben het rijk en de provincie Gelderland besloten om te investeren in een dubbelspoor van de Valleilijn bij dit station. Station Barneveld Noord zou dan een tweede perron krijgen. Voor deze investering is een bedrag van 10,5 miljoen euro vrijgemaakt.
In 2023 was er echter noch spoor noch perron aangelegd.

## Foto's

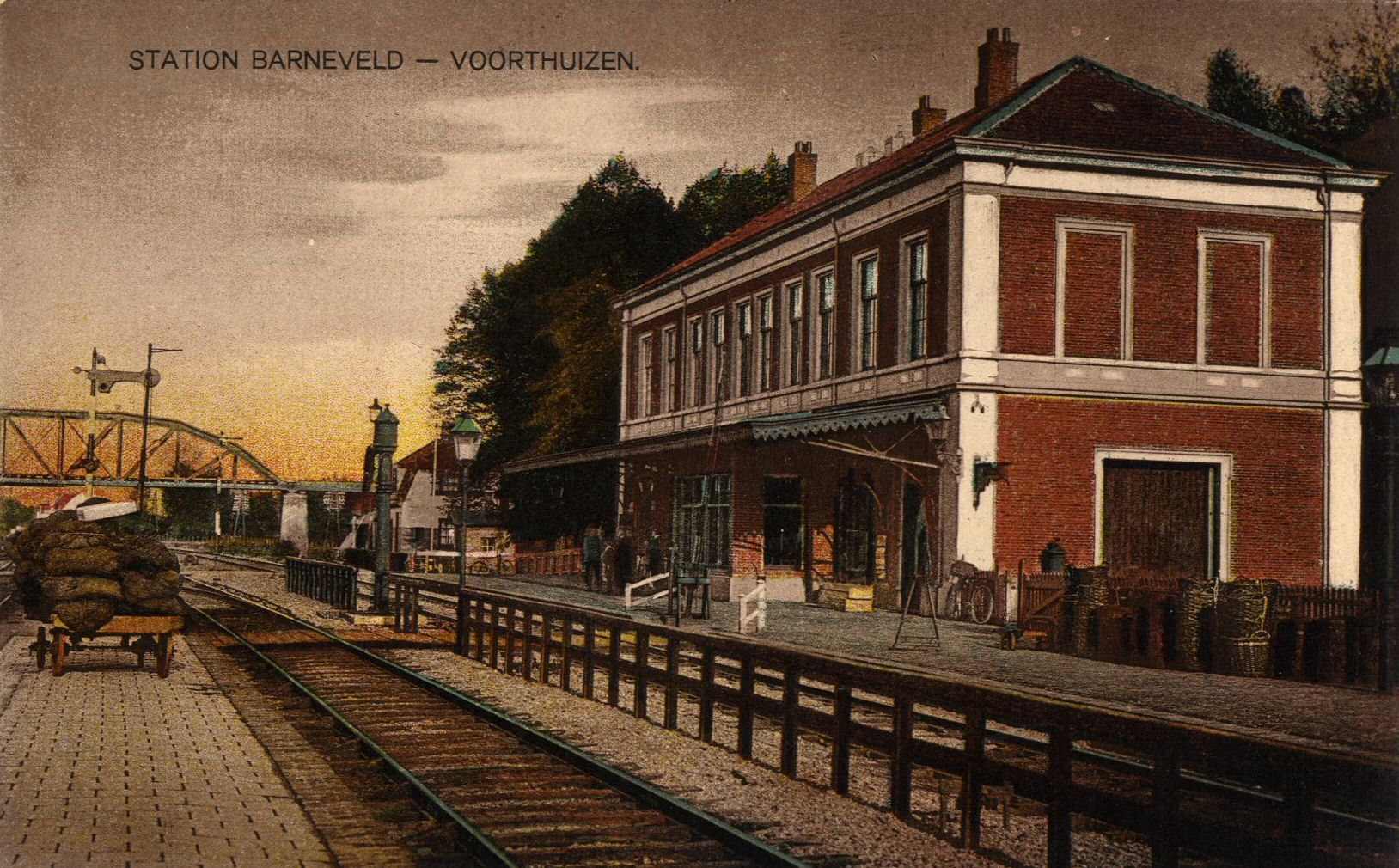
Station in 1905-1910
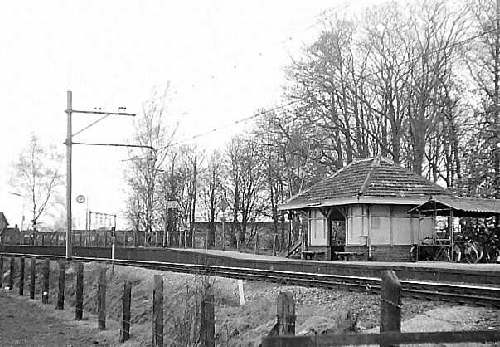
Barneveld Noord in 1950
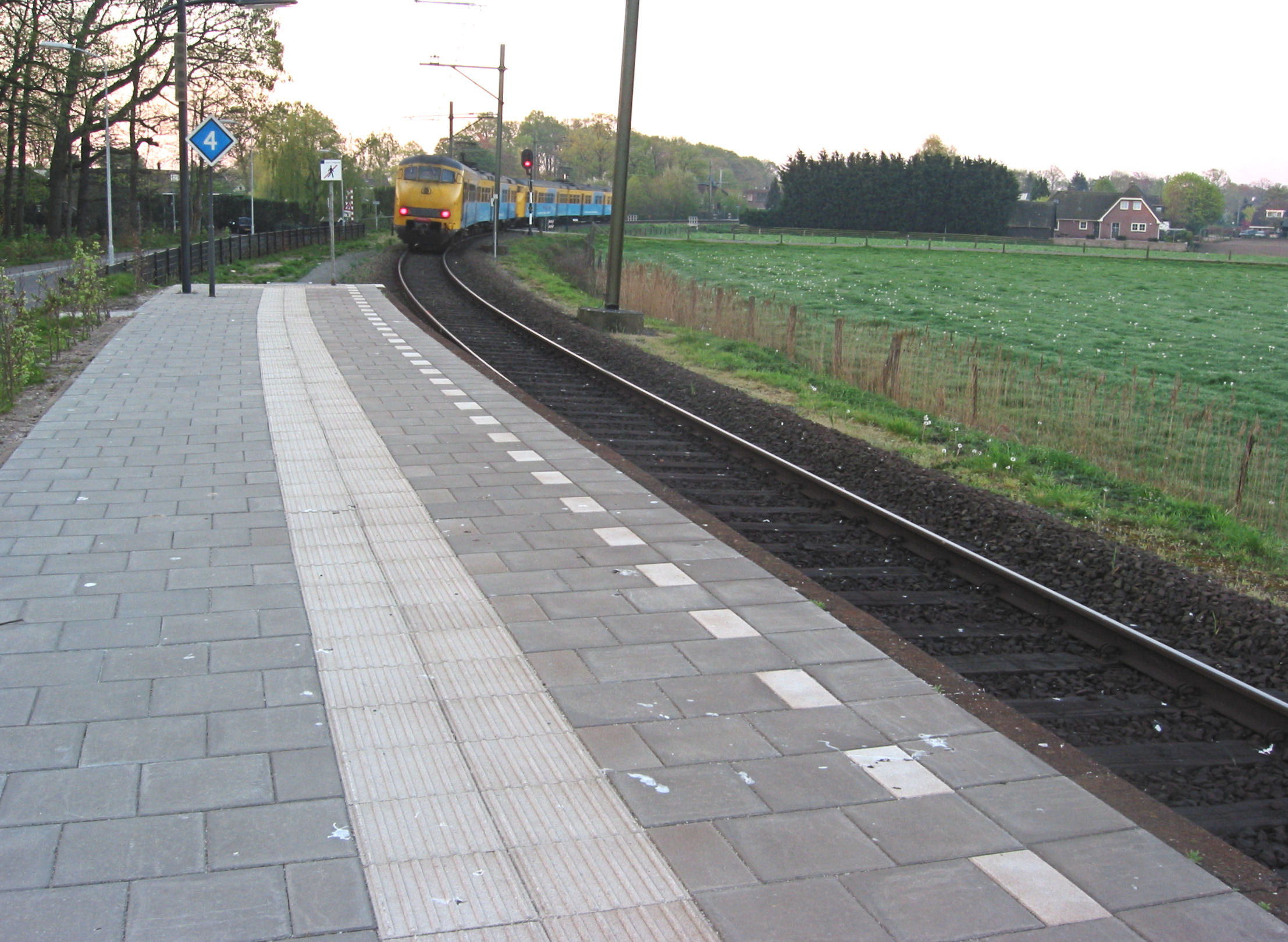
Spoorzijde richting Lunteren
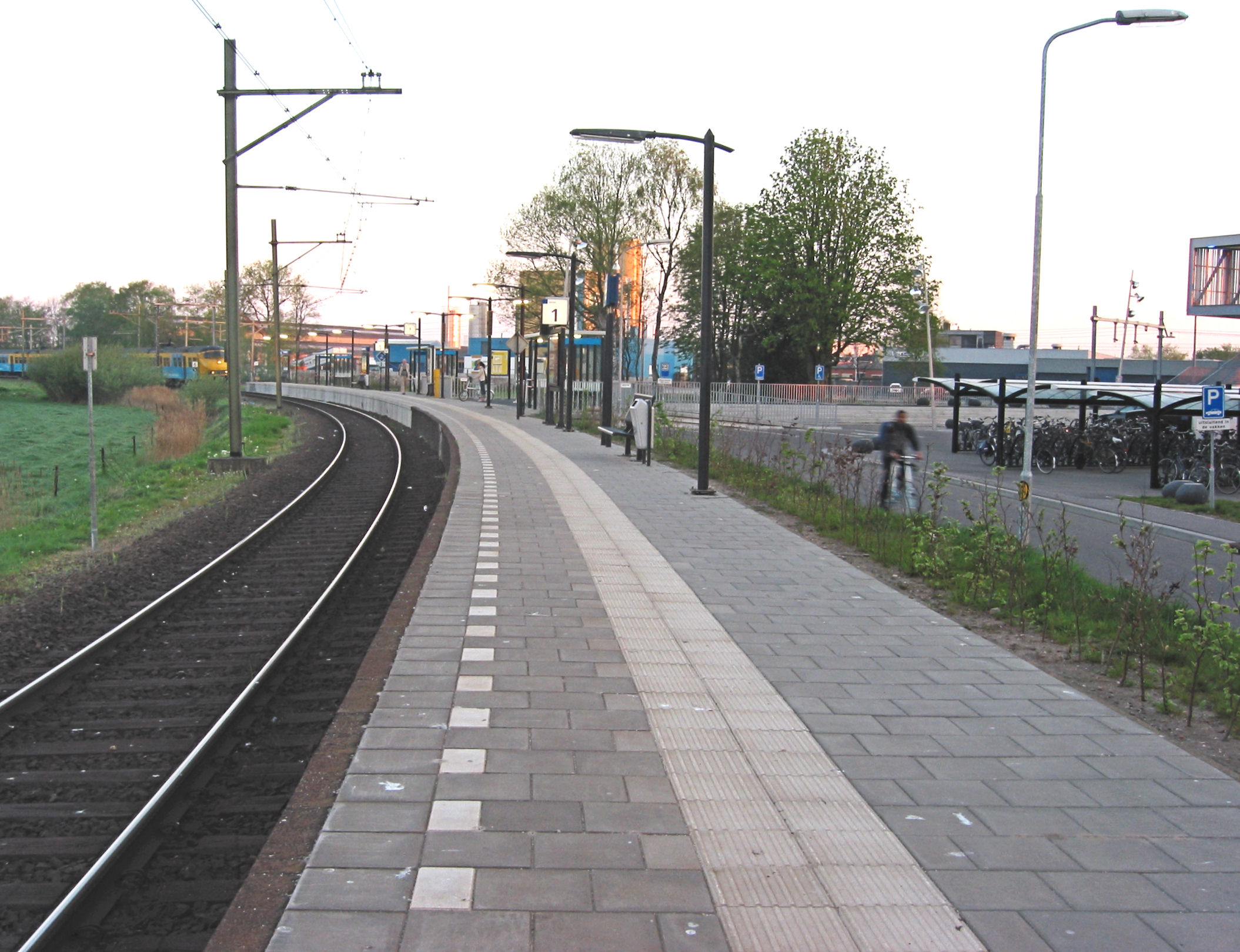
Spoorzijde richting Amersfoort
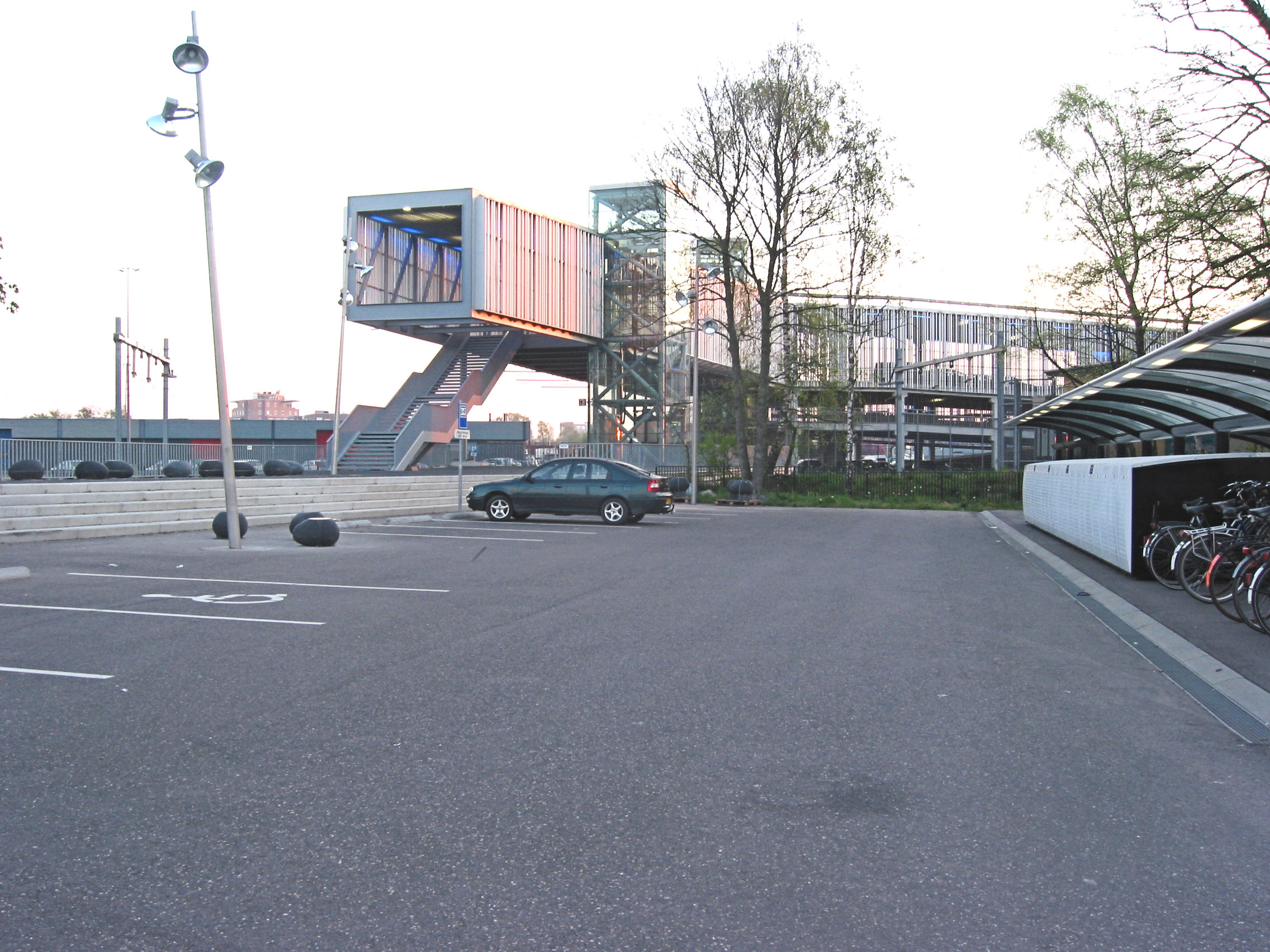
Trap naar transferium
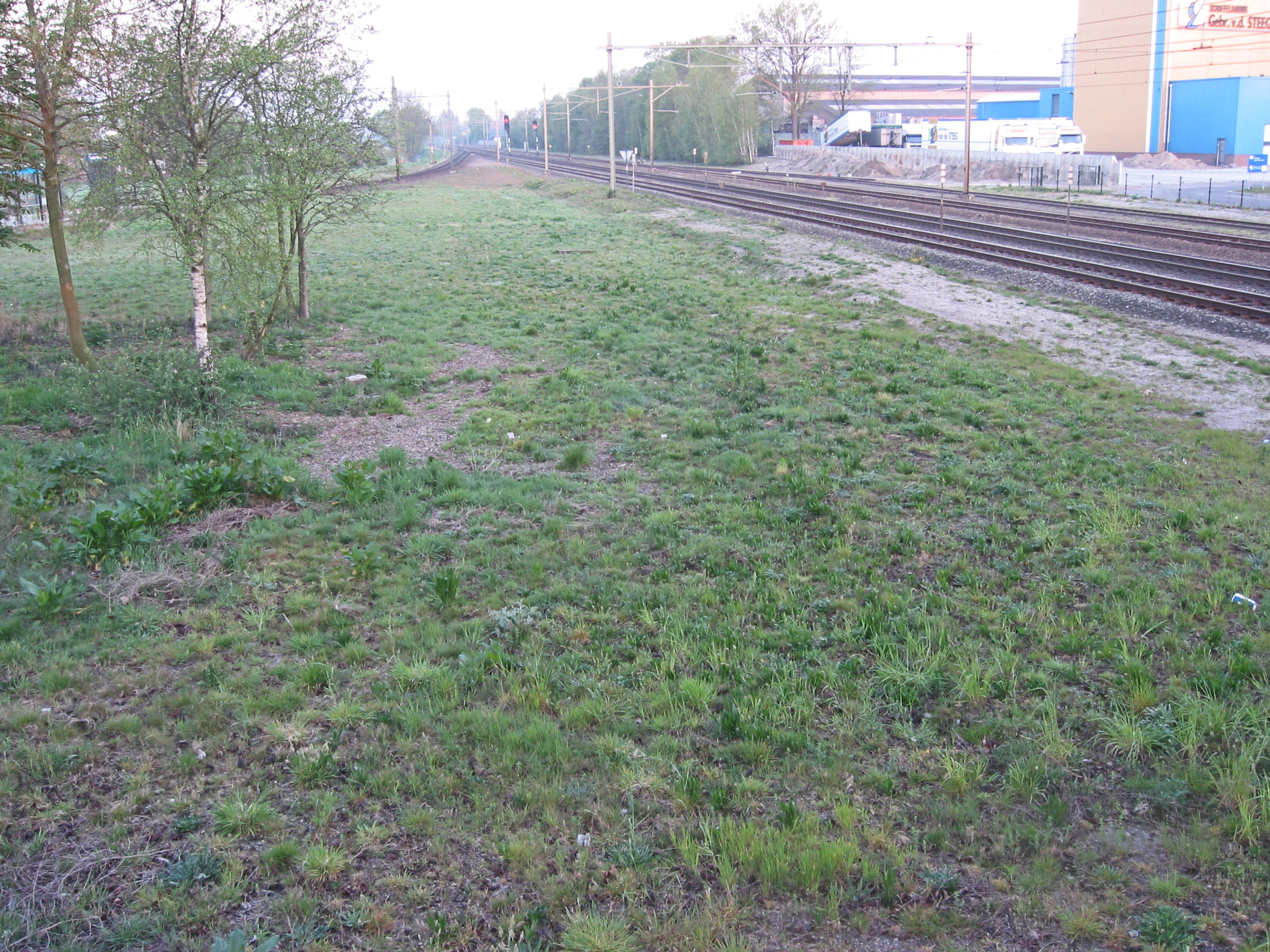
Aansluiting Amersfoort-Apeldoorn
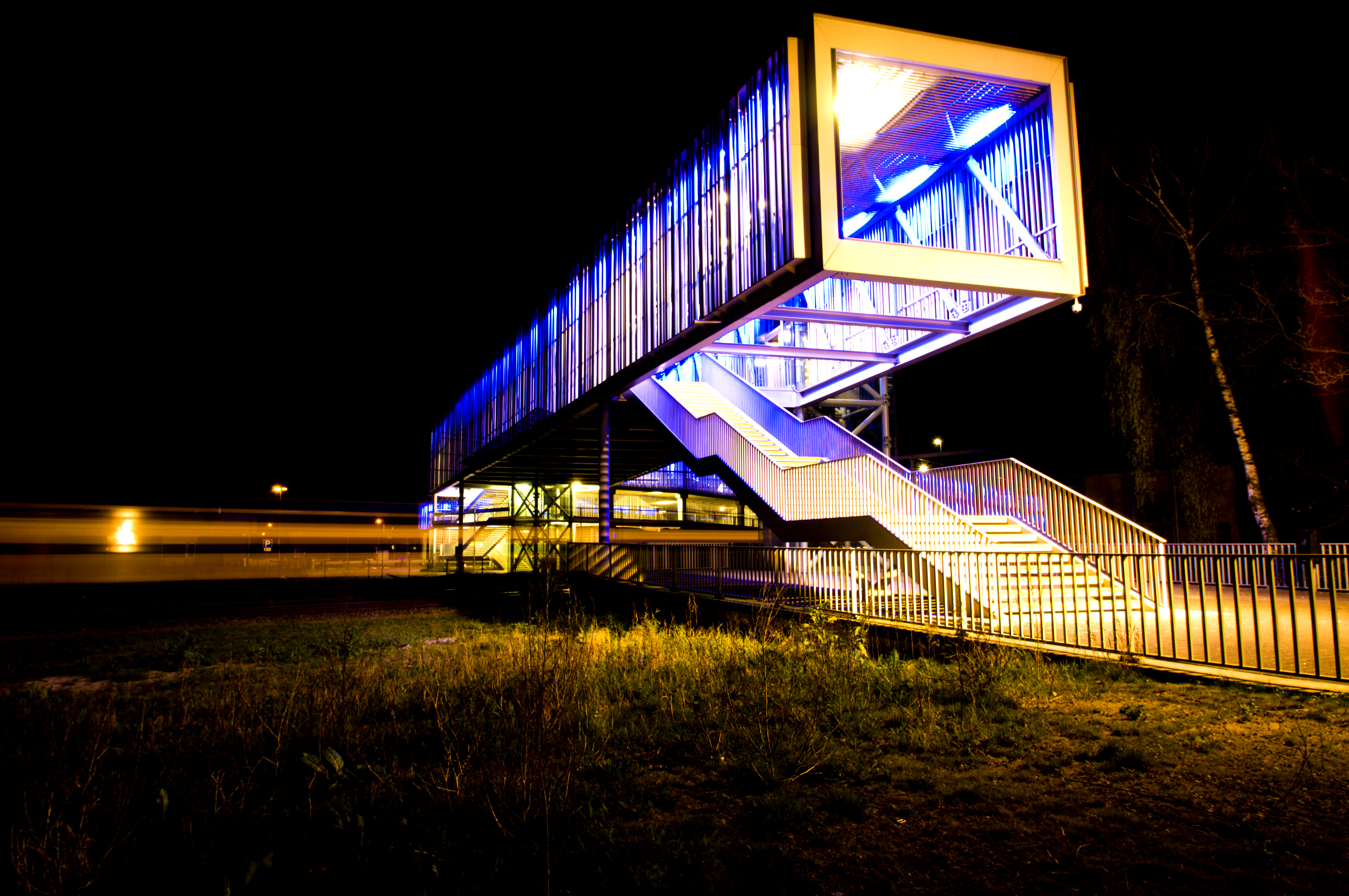
Transferium bij nacht
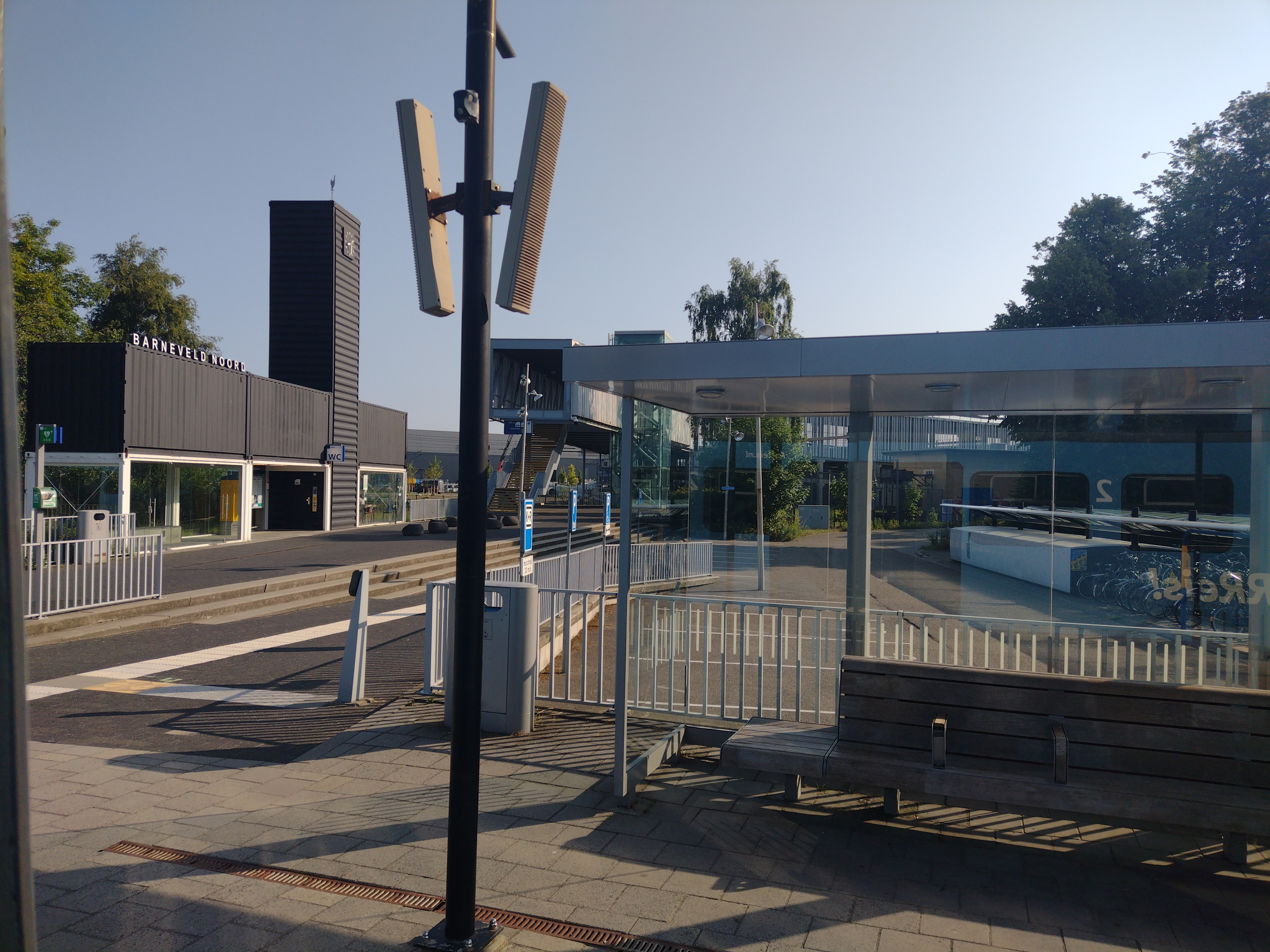
Station in 2024

0: Nijkerk · 
Driedorp · 
Appel · 
Dusschoten · 
10: Voorthuizen · 
Kruispunt · 
13: Barneveld Noord · 
15: Barneveld Centrum · 
17: Barneveld Zuid · 
Meulunteren · 
22: Lunteren · 
Doesburgerbuurt · 
Stompekamp · 
Ede gemeentehuis · 
28: Ede Centrum · 
30: Ede-Wageningen
0: Amersfoort Centraal ·
6: Hoevelaken ·
16: Barneveld Noord ·
19: Barneveld Centrum ·
21: Barneveld Zuid ·
26: Lunteren ·
32: Ede Centrum ·
34: Ede-Wageningen
Huidige stations:
Aalten ·
Apeldoorn · 
-De Maten · 
-Osseveld ·
Arnhem:
-Centraal · 
-Presikhaaf · 
-Velperpoort · 
-Zuid ·
Barneveld:
-Centrum · 
-Noord ·
-Zuid ·
Beesd ·
Brummen ·
Culemborg ·
Didam ·
Dieren ·
Doetinchem · 
-De Huet · 
Duiven ·
Ede:
-Centrum ·
-Wageningen ·
Elst ·
Ermelo ·
Gaanderen · 
Geldermalsen ·
't Harde ·
Harderwijk ·
Hemmen-Dodewaard ·
Kesteren ·
Klarenbeek ·
Lichtenvoorde-Groenlo ·
Lochem ·
Lunteren ·
Nijkerk ·
Nijmegen · 
-Dukenburg · 
-Goffert · 
-Heyendaal · 
-Lent ·
Nunspeet · 
Oosterbeek ·
Opheusden ·
Putten ·
Rheden ·
Ruurlo ·
Terborg ·
Tiel · 
-Passewaaij ·
Twello · 
Varsseveld · 
Veenendaal-De Klomp · 
Velp · 
Voorst-Empe · 
Vorden · 
Wehl ·
Westervoort · 
Wezep · 
Wijchen ·
Winterswijk · 
-West · 
Wolfheze · 
Zaltbommel · 
Zetten-Andelst · 
Zevenaar · 
Zutphen
Voormalige stations: lijst van voormalige spoorwegstations in Gelderland